# شث بويري
شث بويري (الاسم العلمي:Dodonaea baueri) هو نوع من النباتات يتبع جنس الشث من الفصيلة الصابونية.